# Ben Temple
Benjamin Temple (Nueva York, 1969) es un actor y productor estadounidense.
Se trasladó a vivir a España en 1991 tras haber estudiado en su país la carrera de interpretación.  Acudió a una escuela de interpretación en Madrid. Tras un intento de volver a su país natal, se sintió más español que estadounidense, por lo que se vio con el deseo de volver a España en 1999.

## Vida personal
Conoció a su esposa la actriz Alicia Borrachero en el año 2003 y tienen un hijo, Alejandro.

## Filmografía
Ha participado en diversas series de televisión y en una treintena de películas, siendo el personaje de Robert en Matar el Tiempo (2015) uno de los más conocidos de su trayectoria profesional. 
Entre las series que ha trabajado destaca "Cazadores de Hombres", "La Fuga", "El Tiempo entre Costuras", "La Sonata del Silencio", "Lo que escondían sus ojos" o" El Ministerio del Tiempo".

## Nominaciones
- XVIII Premios de la Unión de Actores y Actrices, nominado al mejor actor revelación por "Cazadores de Hombres".

- XXI Premios de la Unión de Actores y Actrices, nominado al mejor actor protagonista por "De mayor quiero ser soldado".